# Временна администрация на ООН в Косово
Временната административна мисия на ООН в Косово, съкратено ЮНМИК (на английски: United Nations Interim Administration Mission in Kosovo, UNMIK), е временна гражданска администрация в Косово под опеката на ООН. Мисията започва своята дейност на 10 юни 1999 г. с резолюция 1244 на Съвета за сигурност на ООН.
Въпреки единодушно приетата на 17 февруари 2008 г. от Събранието на Косово декларация за независимост, резолюция 1244 е все още в сила, което означава, че отговорен за администрацията в Косово е специалният представител. ЮНМИК трябва да напусне Косово през юни 2008 г. след влизането в сила на косовската конституция (на 15 юни 2008 г.).
Ръководител на мисията е Йоаким Рюкер – специален представител на Генералния секретар на ООН и назначен от него след консултации с държавите членки на ООН. Йоаким Рюкер е немски дипломат, на този пост от септември 2006 г., когато заменя Стивън Шук, който става ръководител на мисията в Косово след заминаването на Сьорен Йесен-Петерсен през юни 2006 г.
Според резолюция 1244 задълженията на ЮНМИК са:
- да изпълнява основни гражданско-административни функции;
- да насърчава изграждането на значителна автономия и самоуправление в Косово;
- да подпомага политическия процес за определяне на бъдещия статут на Косово;
- да координира хуманитарната помощ и помощ при бедствия, предоставяна от всички международни агенции;
- да подпомага реконструкцията на ключовата инфраструктура;
- да поддържа гражданския закон и ред;
- да способства за защитата на човешките права;
- да осигури безопасното и безпрепятствено завръщане на всички бежанци и вътрешно разселени лица по домовете им в Косово.

## История
След края на войната Съветът за сигурност на ООН приема резолюция 1244, според която Косово преминава под преходната юрисдикция на ЮНМИК и която овластява мироопазващата мисия на НАТО (КФОР). Почти веднага след това някои от завръщащите се косовски албанци извършват нападения срещу косовски сърби, предизвиквайки масово бягство на 200 – 280 хиляди сърби и други неалбанци,(няма съгласие по това какъв е настоящият брой на вътрешно разселените лица; изчисленията варират между 65 хиляди и 250 хиляди).
През 2001 г. ЮНМИК оповестява Конституционна рамка за Косово, която създава Временните институции за самоуправление, включително изборното Събрание на Косово, президентството и министър-председателския пост. Първите свободни повсеместни избори в Косово се провеждат в края на 2001 г., а общинските избори са през предходната година. Под ръководството на ЮНМИК е създадена професионална многоетническа косовска полиция.
През март 2004 г. Косово е свидетел на най-голямата вълна от междуетническо насилие от войната насам. Безредиците през 2004 г. са предизвикани от поредица маловажни събития, които скоро се превръщат в широкомащабни бунтове. По непотвърдени данни сърби от провинцията насъскват своите кучета срещу няколко албански момчета, две от които умират от раните си. Тъй като никой не е арестуван или обвинен по случая, този инцидент е използван като мотив за последвалия протест.
Протестиращите тълпи косовски албанци изгарят стотици сръбски къщи и църковни сгради (включително някои средновековни църкви и манастири) и съоръжения на ООН. Косовската полиция сформира специален разследващ екип, който да се заеме със случаите, свързани с безредиците от 2004 г.. Според Косовския съдебен съвет към края на 2006 г. от общинските и провинциални прокурори са повдигнати триста двадесет и шест обвинения за престъпления, свързани с безредиците. Двеста от тях достигат до съда: по сто тридесет и четири случая има осъдителна присъда, по осем – оправдателна, двадесет и осем случая са прекратени, а тридесет – предстоят. Международни прокурори и съдии се занимават с най-деликатните случаи.
От 1999 г. насам косовските сърби, които работят за сръбското правителство, получават т. нар. „косовски додатък“, който представлява допълнително заплащане, създадено по време на режима на Милошевич.

## Определяне на окончателния статут на Косово

### 2005
В края на 2005 г. започва политически процес под егидата на ООН за определяне на бъдещия статут на Косово. Белград предлага голяма автономия на Косово в рамките на Сърбия, като сръбските власти повтарят многократно, че изискването областта да бъде независима ще бъде в нарушение на сръбския суверенитет и следователно ще противоречи на международното право и хартата на ООН. Представители на косовското етническо албанско мнозинство отстояват позицията, че Косово трябва да стане независимо, тъй като насилието по време на режима на Милошевич прави невъзможно съществуването на Косово и Сърбия като едно цяло.
Специалният представител на ООН Марти Ахтисаари, бивш президент на Финландия, заедно със заместника си – австрийския дипломат Алберт Рохан – е двигателят на този процес. Офисът на Ахтисаари се намира във Виена и включва служители за връзка от НАТО, ЕС и САЩ.

### 2006
Първоначалните преговори по статута на провинцията са съсредоточени върху техническите въпроси, важни за дългосрочната стабилност на Косово, като въпросите за правата и защитата на косовските малцинства (и особено на косовските сърби). През февруари 2006 г. Ахтисаари събира двете страни на масата за преговори за първия пряк диалог по отношение на децентрализацията на местното управление – важна стъпка за закрила на косовските сръбски общности. На следващите срещи се разглеждат икономически въпроси, имуществени права, закрила на собствеността на Сръбската православна църква и институционални гаранции за правата на косовските малцинства.
На 24 юли 2006 г. Марти Ахтисаари събира двете страни във Виена за първите разговори на високо равнище по отношение на самия статут на провинцията. Сръбският президент Борис Тадич и министър-председателят Воислав Кощуница, косовският президент Фатмир Сейдиу и министър-председателят Агим Чеку присъстват на срещата и съответно представят платформи си за бъдещия статут на провинцията. Ахтисаари по-късно обявява пред пресата, че срещата не е довела до големи пробиви, но добавя, че дискусията е била откровена и пряма, а атмосферата – по-добра от очакваното.
На 20 септември 2006 г. на среща в Ню Йорк, председателствана от Кондолиза Райс, Ахтисаари представя пред външните министри от Контактната група постигнатото по въпроса. На тази среща Контактната група разпространява съобщение за пресата, в което потвърждава желанието си да работи за постигане на споразумение през 2006 г., а освен това приема плановете на Ахтисаари за изработване на подробно предложение за статута на Косово.
В края на 2006 г., въпреки напредъка по техническите въпроси, двете страни остават на диаметрално противоположни позиции по отношение на статута на провинцията.

### 2007

#### Предложение
На 2 февруари 2007 г. Ахтисаари излага пред представители на Белград и Прищина предложение за окончателния статут на Косово. Предложението покрива широка сфера от въпроси, свързани с бъдещето на провинцията. В частност в него са заложени следните мерки за закрила на косовските неалбански общности: децентрализация на управлението, закрила на собствеността на Сръбската православна църква и институционална защита на неалбанските общности в продължение на най-малко три години. Без да споменава думата „независимост“, проектът съдържа няколко положения, които широко се възприемат като предполагащи държавност на Косово. Например Косово ще има право да кандидатства за членство в международни организации, да създаде косовска служба за сигурност и да приеме национални символи.
Ахтисаари провежда неколкоседмични консултации с двете страни във Виена за финализиране на споразумението, включително среща на високо равнище на 10 март 2007 г., която събра на едно място президентите и министър-председателите на Косово и Сърбия. След тази среща лидерите на двете страни изразяват пълно нежелание за компромис по основните си искания (косовските албанц-за независимостта на провинцията, а Белград – за сръбския суверенитет над Косово). Заключавайки, че има малка надежда за самостоятелно съгласуване на двете позиции, Ахтисари обявява, че до края на март ще представи пред Съвета за сигурност на ООН виждането си за положението в Косово, което ще включва подробно предложение за окончателния статут на провинцията.
Повечето международни наблюдатели смятат, че тези преговори ще доведат до независимост за Косово след период с международно наблюдение. Въпреки това руският президент Владимир Путин обявява през септември 2006 г., че Русия може да наложи вето в Съвета за сигурност на ООН върху предложението за крайния статут на Косово, защото то възприема различни стандарти от прилаганите към сепаратистките региони в Грузия – Южна Осетия и Абхазия. Руският посланик в Сърбия изтъква, че Русия ще използва правото си на вето в СС, ако предложеното решение не е приемливо както за Белград, така и за косовските албанци.
Според едно проучване на ПРООН, публикувано през март 2007 г., 96 % от косовските албанци и 77 % от несръбските малцинства в Косово искат независимост на провинцията в сегашните ѝ граници. От друга страна, 78 % от сръбското малцинство искат Косово да остане автономна провинция в рамките на Сърбия. Само 2,5 % от етническите албанци настояват за обединение с Албания. Освен това ВКБООН изготвя прогноза за близо 70 000 допълнителни сръбски бежанци при положение, че се осъществят въжделенията на косовските албанци за независимост на провинцията.

#### Проекторезолюции на ООН
В началото на май 2007 г. европейските членове на Съвета на сигурност на ООН, Германия и САЩ разпространяват проекторезолюция на СС, която да замени резолюция 1244 на Съвета за сигурност. Тя взема предвид предложенията на Ахтисаари и предполага приключване на администрирането на провинцията от ООН след преходен период от четири месеца. Постоянният представител на САЩ в ООН обявява, че проекторезолюцията има достатъчно подкрепа в СС, за да бъде приета, ако Русия не възрази. Докато повечето наблюдатели в началото на преговорите смятат, че независимост за Косово е най-вероятният изход от тях, други изказват идеята, че една прибързана категорична резолюция може да не е за предпочитане.
Контактната група обявява, че независимо от изхода на настоящите преговори в Косово ще бъде установен нов Международен граждански офис, който да поеме гражданската администрация, постановена с резолюция 1244 на Съвета на сигурност на ООН, да ръководи прилагането на едно евентуално споразумение за статута на провинцията и да защитава правата на малцинствата. ЕС ще организира мисия на Европейската политика за сигурност и отбрана(ЕПСО) в Косово, която да се заеме с осигуряването на реда и със съдебния сектор.

#### Противоречия в Съвета за сигурност
До началото на юли 2007 г. проекторезолюцията, подкрепена от САЩ, Великобритания и другите европейски членове на Съвета за сигурност е преработвана четири пъти, за да се съобрази с руските опасения, независимо от разговорите между президентите на Русия и САЩ. Русия оповести, че няма да подкрепи резолюция, която не е приемлива за двете страни (Сърбия и Косово). Представителите на държавите, които подкрепят независимостта на провинцията, изразяват надежда, че може да се постигне съгласие в рамките на Съвета за сигурност на ООН.
Докато проекторезолюцията по статута на Косово предстои да бъде одобрена от Съвета за сигурност, старши американски дипломати предполагат, че до 2008 г. може да бъде постигнато споразумение. Заместник-държавният секретар за европейските дела заявява на конференцията на НАТО в Хърватия, че се надява бъдещето на Косово да бъде определено в месеците до следващата среща на Алианса, която ще се проведе в Румъния през април същата година. Ако резолюцията не бъде приета, наблюдателите предполагат, че ще последват нови разговори между двете страни.
На 16 юни 2007 г. след многоседмични дискусии в Съвета за сигурност Русия отхвърля петата поред проекторезолюция на СС, основана на предложенията на Ахтисаари. Дипломати от Великобритания и ЕС на 17 юли 2007 г. изразяват предположението, че окончателен вариант ще бъде представен в рамките на няколко дни със стремежа да се осигури подкрепата на Русия. Върховният представител на Европейския съюз за външната политика и сигурността предлага (в случай на отпадане и на тази проекторезолюция) нови разговори между Белград и косовските албанци в продължение на четири месеца и под ръководството на Контактната група.
Остават притесненията, че евентуалният неуспех да се приеме резолюция, която да удовлетворява исканията на косовските албанци, може да доведе до насилие в Косово, включително в периода преди изборите през ноември 2007 г. В косовския вестник „Зери“ е изказано предположението (цитирано от Ройтерс), че държавите от Контактната група обмислят идеята за международна конференция за Косово през септември в Париж.
САЩ, Великобритания и други европейски членове на Съвета за сигурност официално отказват да подкрепят проекторезолюцията от 20 юли 2007 г., основана на предложението на Ахтисаари, която не успява да спечели одобрението на Русия. Водачите на косовските албанци отговарят с предложение за едностранно обявяване на независимост на 28 ноември 2007 г., въпреки че от ООН ще бъде изискано да отхвърли едно такова действие.
Признаването на една едностранно обявявена независимост се очаква да бъде от голямо значение; въпреки че американските дипломати дават признаци, че може да подкрепят подобно действие, европейските държави се изказват против всякакви едностранни действия. Френският външен министър и бивш специален представител на генералния секретар за Косово Бернар Кушнер предупреждава, че едностранна декларация ще раздели ЕС по въпроса за независимостта на провинцията.
Въпреки безизходната ситуация ЕС вече е изготвил планове да поеме администрацията на провинцията. Мандатът да ръководи прилагането на плана на ООН се дава на 72-членна делегация на ЕС с двеста души местен персонал. Главен представител на ЕС ще продължи да изпълнява функциите на специалния представител на генералния секретар за ООН, като ще има право на вето върху решенията на парламента на провинцията и властта да уволнява служители, възпрепятстващи прилагането на резолюцията на Съвета за сигурност на ООН.